# 新奧梅利科韋
49°10′23″N 39°7′45″E / 49.17306°N 39.12917°E
新奧梅利科韋（烏克蘭語：Новоомелькове）是位於烏克蘭東部的村莊，由盧甘斯克州舊比利斯克區的奇米里夫卡市鎮負責管轄。該村始建於1964年，面積0.28平方公里，海拔高度137米，2001年人口126，人口密度每平方公里450人。